# سيرجي تروفيموف
سيرجي تروفيموف (بالروسية: Трофимов, Сергей Сергеевич)‏ هو متزلج سريع روسي، ولد في 27 يوليو 1995 في نيجني نوفغورود في روسيا.

## وصلات خارجية
- سيرجي تروفيموف على موقع SpeedSkatingBase.eu (الإنجليزية)
- سيرجي تروفيموف على موقع SpeedSkatingNews.info (الإنجليزية)
- سيرجي تروفيموف على موقع SpeedSkatingStats.com (الإنجليزية)
- سيرجي تروفيموف على موقع اللجنة الأولمبية الدولية (الإنجليزية)
- سيرجي تروفيموف على موقع أوليمبيديا (الإنجليزية)